# Oecetis lais
Oecetis lais är en nattsländeart som först beskrevs av Hagen 1859.  Oecetis lais ingår i släktet Oecetis och familjen långhornssländor. Inga underarter finns listade i Catalogue of Life.